# Unendlichdimensionales Lebesgue-Maß
Als unendlichdimensionales Lebesgue-Maß bezeichnet man ein nicht-triviales Analogon des Lebesgue-Maßes auf unendlichdimensionalen Räumen. Auf polnischen Räumen, welche nicht lokalkompakt sind, existiert ein solches Maß nicht. Insbesondere gilt dies auch für unendlichdimensionale separable Banach-Räume, da dort der Satz von Heine-Borel nicht gilt, sind diese auch nicht lokalkompakt. Es lassen sich allerdings analoge Maße konstruieren, wenn man die Eigenschaften des Lebesgue-Maßes (σ-Endlichkeit, σ-Additivität usw.) abschwächt oder Translationen auf kleinere Räume beschränkt.
Das klassische Beispiel, welches kein Lebesgue-Maß besitzt, ist der abzählbar-unendliche Produktraum
{\displaystyle \mathbb {R} ^{\mathbb {N} }=\prod \limits _{i=1}^{\infty }\mathbb {R} }
ausgestattet mit der Produkttopologie und der borelschen σ-Algebra {\displaystyle {\mathcal {B}}(\mathbb {R} ^{\mathbb {N} })}. Dieser Raum wird auch häufig mit {\displaystyle \mathbb {R} ^{\infty }} notiert. Möchte man nun das unendliche Produkt der Lebesgue-Maße {\displaystyle \prod \limits _{i=1}^{\infty }dx_{i}} definieren, so existiert dieses nicht. Der Raum {\displaystyle \mathbb {R} ^{\mathbb {N} }} ist allerdings auch kein Banach-Raum (ohne Einschränkung der Norm), aber ein Fréchet-Raum.

## Unendlichdimensionales Lebesgue-Maß
Zur Erinnerung, wir nennen eine topologische Gruppe {\displaystyle G} eine lokalkompakte Gruppe, wenn die Topologie {\displaystyle \tau } hausdorff und lokalkompakt ist. Eine topologische Gruppe, welche zusätzlich ein polnischer Raum ist, nennt man polnische Gruppe.
{\displaystyle \mathbb {R} ^{\mathbb {N} }} mit der Produkttopologie {\displaystyle \tau } ist ein Fréchet-Raum und zugleich ein polnischer Raum. Andererseits haben wir für topologische Vektorräume folgendes Resultat
Ein topologischer Vektorraum ist genau dann hausdorff und lokalkompakt, wenn er endlichdimensional ist.
Offensichtlich kann {\displaystyle \mathbb {R} ^{\mathbb {N} }} deshalb nicht gleichzeitig hausdorff und lokalkompakt sein.

### Geschichte der invarianten Maße auf lokalkompakten Gruppen
1933 bewies Alfréd Haar
Auf jeder lokalkompakten Gruppe {\displaystyle G} existiert ein links-invariantes Haar-Maß {\displaystyle \mu }, das bedeutet ein reguläres Borel-Maß, so dass
{\displaystyle \mu (gA)=\mu (A),\qquad \forall g\in G}
für alle Borel-Mengen {\displaystyle A\in {\mathcal {B}}(G)} gilt.
Wenn {\displaystyle G} abelsch ist, so ist {\displaystyle \mu } auch rechts-invariant. 1936 bewies John von Neumann
Das Haar-Maß ist das einzige σ-endliche links-invariante Borel-Maß auf lokalkompakten Gruppen bis auf eine Multiplikation mit einer Konstante.
1940 bewies dann André Weil die Umkehrung des Satzes von Haar
Falls {\displaystyle G} eine separable topologische Gruppe ist und {\displaystyle \mu } ein σ-endliches, translations-invariantes Borel-Maß ist, dann existiert immer eine äquivalente Topologie {\displaystyle \chi }, welche lokalkompakt ist.
Ein ähnliches Resultat lieferte John C. Oxtoby 1946 für polnische Gruppen, welches er Stanisław Marcin Ulam zuschreibt
Falls {\displaystyle G} eine nicht lokalkompakte polnische Gruppe ist und {\displaystyle \mu } ein links-invariantes Borel-Maß, welches mindestens einer Menge einen positiven Wert zuweist, dann enthält jede Umgebung überabzählbar viele paarweise disjunkte kongruente Mengen mit demselben endlichen Maß.
Dieser Satz impliziert folgendes
Auf einer nicht lokalkompakten polnischen Gruppe {\displaystyle G} existiert kein σ-endliches, links-invariantes Borel-Maß {\displaystyle \mu }.
Unwissend über Oxtobys Resultat, bewies dann 1959 Wladimir N. Sudakow explizit
Auf dem topologischen Vektorraum {\displaystyle (\mathbb {R} ^{\mathbb {N} },\tau )} existiert kein σ-endliches, translations-invariantes Borel-Maß.
Der Satz von Weil gilt sogar für quasi-invariante Maße. Quasi-invariante Maße können auf nicht lokalkompakten unendlichdimensionalen Räumen existieren, wenn der Raum der zulässigen Translationen das Nullmaß hat, allerdings können solche Räume riesig sein, zum Beispiel unendlichdimensionale Banach-Räume. Dies ist zum Beispiel der Fall beim gaußschen Maß.

### Direkter Beweis für separable unendlichdimensionale Banach-Räume
Sei {\displaystyle X} ein separabler unendlichdimensionaler Banach-Raum. Sei nun {\displaystyle \mu } ein translations-invariantes Borel-Maß. Nach dem Lemma von Riesz existiert in jedem offenen Ball {\displaystyle B_{r}(x)} mit {\displaystyle r>0} eine abzählbare-unendliche Folge {\displaystyle \{B_{\varepsilon }(x_{i})\}_{i=1}^{\infty }} von disjunkten, offenen Bällen mit gleichem Radius {\displaystyle 0<\varepsilon <r}. Wir entscheiden uns für den Einheitsball {\displaystyle B_{1}(0)}. Weil {\displaystyle \mu } translations-invariant ist, gilt
{\displaystyle \mu (B_{\varepsilon }(x_{i}))=\alpha ,\quad \alpha \in [0,\infty )}
für alle Bälle {\displaystyle i\in \mathbb {N} }. Nun gibt es zwei Möglichkeiten
- Falls {\displaystyle \alpha >0}, dann gilt wegen der σ-Additivität

{\displaystyle \mu (B_{1}(0))\geq \sum \limits _{i=1}^{\infty }\mu (B_{\varepsilon }(x_{i}))=\sum \limits _{i=1}^{\infty }\alpha =\infty .}
- Falls {\displaystyle \alpha =0}, dann können wir wegen der Separabilität {\displaystyle X} mit abzählbar vielen Bällen mit

{\displaystyle \mu (B_{\varepsilon }(x_{i}))=0}
überdecken, somit gilt {\displaystyle \mu (X)=0}.
Die einzigen Kandidaten für ein solches Maß sind also das triviale Nullmaß {\displaystyle \mu (A)=0} für alle Borel-Mengen {\displaystyle A} oder {\displaystyle \mu (B_{r}(x))=\infty } für alle offenen Bälle zum Radius {\displaystyle r>0} um einen beliebigen Punkt {\displaystyle x\in X}.

## Alternative Ansätze
Verzichtet man auf die σ-Endlichkeit, so existiert ein Analog des Lebesgue-Maßes auf {\displaystyle \mathbb {R} ^{\mathbb {N} }}, dieses wurde 1991 von Richard Baker gezeigt.